# Чёрная (приток Ситни)
Чёрная — река в России, протекает по территории Псковской и Новгородской области. Устье находится на 30-м км по левому берегу реки Ситни. Длина — 20 км, площадь водосборного бассейна — 125 км².
Имеется левый приток, речка Польская.
На Чёрной расположены деревни Ручьи (нежил.), Немены, Степково, Веретье, Зачеренье.

## Данные водного реестра
По данным государственного водного реестра России относится к Балтийскому бассейновому округу, водохозяйственный участок реки — Шелонь, речной подбассейн реки — Волхов. Относится к речному бассейну реки Нева (включая бассейны рек Онежского и Ладожского озера).
Код объекта — 01040200412102000024779.